# Zwartkeelapalis
De zwartkeelapalis (Apalis jacksoni) is een zangvogel uit de familie Cisticolidae. Deze vogel is genoemd naar de Engelse ornitholoog Frederick John Jackson.

## Verspreiding en leefgebied
Deze soort komt voor in centraal en oostelijk Afrika en telt drie ondersoorten:
- A. j. bambuluensis: zuidoostelijk Nigeria en zuidwestelijk Kameroen.
- A. j. minor: van zuidelijk Kameroen tot de zuidwestelijke Centraal-Afrikaanse Republiek, noordelijk Congo-Kinshasa en Gabon.
- A. j. jacksoni: van zuidelijk Soedan tot noordelijk Tanzania en oostelijk Congo-Kinshasa, noordelijk Angola.

## Status
De grootte van de populatie is niet gekwantificeerd maar de soort wordt omschreven als schaars tot algemeen. Op de Rode lijst van de IUCN heeft deze soort de status niet bedreigd.